# Groupe San José
Groupe San José (ou Sanjosé, GSJ) est une société espagnole cotée en bourse (BME:GSJ) dans les secteurs de la construction et des énergies renouvelables.

## Histoire
Fondée en 1962 à Pontevedra par José María Sánchez Rivas et Manuel Gándara Castro elle devient Constructora San José S.L. en 1975. Elle était à l'origine une entreprise de construction et de rénovation en Galice. Entre 1975 et 1982 la société s'est développé à Madrid, en Castille-et-Léon ou en Andalousie. À cette époque elle a adapté sa structure à la nouvelle carte des communautés autonomes d'Espagne, avec des services centraux et des centres de production périphériques. Entre 1988 et 1990 elle a créé Cartuja Immobilier S.A. en Andalousie et Udra Ltda. au Portugal, faisant ainsi un premier pas vers l'internationalisation.
En 1992 elle a acquis CIMSA, une société spécialisée dans les travaux de génie civil et les infrastructures.

### Expansion internationale
En 1995 la société s'installe en Allemagne et un an plus tard en Argentine. En 1997 elle arrive aux États-Unis  et en Uruguay. En 1998 elle fonde EBA (Pays Basque et Navarre) et C&C (Galice). En Argentine elle crée Udra Argentin S.A. et Tecnoartel. Au Portugal, Douro Atlantique S.A. Elle acquiert  également plusieurs sociétés en Espagne afin de se diversifier: Burgo Fundiarios, Tecnocontrol, Groupe Sefri et prend une participation dans le capital d'autres sociétés, dont Bodegas Altanza. En 2007 elle s'établit en République Dominicaine par l'intermédiaire de Constructora Deconalva et acquiert une participation majoritaire dans la société Carlos Casado en Argentine.

### Introduction en bourse (IPO)
En 2006 Groupe San José lance une offre publique d'achat (OPA) sur la société cotée en bourse Parquesol, qui souhaitait faire une introduction en bourse. À la suite de l'accord de fusion par absorption avec Parquesol en 2007 - une fusion controversée en raison de l'état réel de cette dernière - la société a trois piliers principaux: la construction, l'immobilier et les énergies renouvelables. Avec un siège opérationnel à Madrid (bien qu'elle maintienne son siège social à Pontevedra), l'entreprise a réalisé en 2007 un chiffre d'affaires de 1.555 millions d'euros et plus de 2.000 emplois, c'est-à-dire que c'était le septième groupe de construction coté en Espagne en termes de valeur boursière. Le 20 juillet 2009 Groupe San José a finalement été introduit en bourse, avec une valeur de 12,86€ par action.

## Chronologie récente
- 2006:  Groupe San José lance une offre publique d'achat (OPA) sur la société l'immobilière Parquesol de Valladolid. Jacinto Roi a acquis 54% de Parquesol auprès de la famille Fermoselle pour 917 millions d'euros[4],[5].
- 2009: L'entreprise est introduite à la bourse de Madrid le 20 juillet avec un prix de référence de 12,86 €[6].
- 2014: Le 30 décembre, le Groupe San José a conclu un accord de refinancement de la dette (1626 millions d'euros) avec les banques, un accord qui crée un nouveau holding (Groupe d'entreprises San José) avec une dette de 350 millions d'euros. De même, la division immobilière sera reprise par les banques créancières (Banco Popular et les fonds Värde Partners et Marathon Asset Management en contrôleront 80 % ; et les 20 % restants seront contrôlés par les créanciers restants : JP Morgan, Deutsche Bank et SAREB) avec une dette consolidée de 1,2 milliard d'euros[7]. Une partie de la dette (743 millions d'euros) sera annulée en la capitalisant dans la filiale San José Desarrollos Inmobiliarios (SJDI).La partie non payée à l'échéance pourrait être convertie en un maximum de 35% du capital social de San José par le biais de bons de souscription convertibles[8].